# Естебан Ећеверија
José Esteban Antonio Echeverría (2. септембар 1805 - 19. јануар 1851) је био аргентински песник, писац кратких прича, есејиста, политички активиста и један од представника аргентинског и латиноамеричког романтизма. Значајан је за развој аргентинске књижевности.

## Биографија
Рођен је у Буенос Ајресу 1805. године и био је син Шпанца Хосеа Доминга Ећеверије (шп. José Domingo Ec
heverría) и Креолке Марије Еспиносе (шп. María Espinosa). Водио је разуздан живот у раној младости, био је добар студент на Факултету Moралних Наука (шп. Colegio de Ciencias Morales), где је студирао цртање, филозофију и латински језик. Факултет је напустио 1823. године како би се бавио трговином. У периоду између 1826. и 1830. године добио је прилику од владе Бернардина Ривадавије да се професионално усавршава у Паризу. У овој фази локални париски романтизам има велики утицај на његову естетику и стил писања. У Буенос Ајрес се враћа 1830. године као изграђени песник.

## Политичко стање
Након Ећеверијиног повратка у Буенос Ајрес 1830. године, политички лидер Хуан Мануел де Росас је преузео власт у покрајини. Овај припаднк Федералне партије се наметнуо 1829. године за гувернера провинције Буенос Ајреса, када почиње његова диктатура. Његова владавина је била окарактерисана као тиранија, друштвена репресија, бруталност, а када је он дошао у родни крај, већ је почело протеривање и кажњавање интелектуалаца и писаца. Росас је био уједно и прва личност диктатора који ће се појавити у књижевним делима Хиспанске Америке. Присталице опозиције биле су приморане да беже у изгнанство због таквог ауторитарног режима.

### „Кланица”
Естебан Ећеверија је један од ових присталица опозиције, а о сукобима и политичким и социјалним тензијама између Росасове Федералне и његове Јединствене (Унитарне) странке сведочио је у његовом делу Кланица (шп. El matadero). Кланица је написана 1838. а објављена тек након Ећеверијине смрти, 1871. године. Дело је прозног карактера и не само да је прво фикционо дело аргентинске књижевности, већ представља и прву приповетку у историји хиспаноамеричке књижевости. У њој је описана политичка ситуација у Аргентини тога доба, сукоби, као и лик диктатора Хуана Мануела де Росаса. Писана је у духу шпанског реализма који води порекло од пикарског романа и Сервантеса.
Ове две политички супротстављене стране виђене су као сукоб богатих провинција које нису хтеле да деле своје богатство са сиромашним провинцијама. Уместо да се Ећеверија афирмише као писац свог времена, овакво стање у Аргентини њега приморава да се укључи у сва та актуелна политичка и друштвена кретања. Ећевеpија се залагао за идеју новог друштва које је демократско, изван оквира унитариста и федералиста. Као песник који је инспирисан идеалом независности и политичком револуцијом почиње да ствара и шири нови идеал америчке романтичарске уметности. Опозиција се чврсто борила против Росасовог режима, међутим, неуслешно, стога је Естебан Ећеверија натеран на изгнанство у Монтевидео.

## Уругвај
Током устанка који је избио у Буенос Ајресу, Ећеверија бива приморан да се пресели у Уругвај, где остаје да живи до своје смрти. Прво је отишао у Колонију дел Сакраменто (шп. Colonia del Sacramento), a затим се 1841. године преселио у Монтевидео. Током одласка у егзил након неуспеха у отпору против режима, Ећеверија је био приморан да написти своју тада четворогодишњу ћерку Мартину, коју више никада није видео. Она је дочекала своју старост у Буенос Ајресу не упознавши свога оца. За собом је оставио, поред ствари и књига, још поједина своја дела, као што је дело Побуна југа (шп. La insurreción del sur), написано 1839. године. За ово дело је занимљиво да је сачувано од заборава захваљујући једном патриоти из Сан Андреса де Гилеса, који га је чувао међу својим папирима и стварима, а за коју годину касније ово дело је враћено Ећеверији. Он ју је довршио и коначно ју је објавио 1849. године у Монтевидеу. Ово дело је поема са политичком тематиком.
Током опсаде Монтевидеа (1843-1851) од стране уругвајског генерала Мануела Орибе (шп. Manuel Oribe), који је био у савезништву са Росасом, Ећеверија је донео одлуку да се придружи редовима одбране којима су се прикључили Аргентинци и страни легионари из Француске, Шпаније и Италије, али његова болест га спречава. Почиње да се интересује доста за политику и почиње се бавити анализама доласка Друге Републике Француске током Фебруарске Револуције у Француској. Тај рад, иако недовршен, објављен је 1848. године. 

## Смрт
Умро је у Монтевидеу у својој четрдесет и петој години оставивши за собим бројна остварења и велики допринос тадашњем друштву и образовању. Смрт га је дочекала оставивши га без могућности да поново види своју домовину. Многа дела из ове последње фазе живота припадају политичкој прози. Указивао је и потребу на то да треба да се раздвоји црква од државе, веровао је да пада антицентрализам. Током свог живота Ећеверија је доста допринео својој земљи, народу, указао на пропусте, изграђивао је нацију кроз нове идеје, враћао је вредност у књижевних речи и усмене наставе.

## Дела
Нека од најзначајнијих дела Естебана Ећеверије:
- Кланица (шп. El matadero), писана крајем 1838. године, објављена тек 1871. године у часопису "Rio de la Plata"
- Елвира или девојка дел Плата (шп. Elvira o la novia del Plata), септембар, 1832. година - Прво романтичарско дело шпанске поезије, 1833. објављено и у Паризу. Јавља се употреба осмераца и једанаестераца. Поема „Заробљеница”

- Утехе (шп. Los consuelos), 1834. година - Прва објављена збирка поема на тим просторима, сензација међу интелектуалном елитом.

- Заробљеница (шп. La cautiva), 1837. година - Песма са 2 142 стиха, састављена од девет делова и епилога, увођење националног пејзажа и сукоба.[2]